# Hypopalpis
Hypopalpis là một chi bướm đêm thuộc họ Geometridae.